# Fäbodsjön (Stora Tuna socken, Dalarna)
Fäbodsjön är en sjö i Borlänge kommun i Dalarna och ingår i Dalälvens huvudavrinningsområde.